# Racecadotril
Racecadotrilul (cu denumirea comercială Hidrasec; denumit și acetorfan) este un medicament utilizat în tratamentul diareei. Calea de administrare disponibilă este cea orală.
Este un inhibitor de enkefalinază.

## Utilizări medicale
Racecadotrilul este utilizat în tratamentul simptomatic complementar al diareei acute la sugari și la copii, administrat împreună cu săruri de rehidratare orală.
Este mai bine tolerat în comparație cu loperamida, deoarece cauzează mai rar constipație și flatulență.

## Efecte adverse
Principalele efecte adverse asociate tratamentului cu racecadotril sunt: cefalee, urticarie, eritem cutanat și angioedem.

## Mecanism de acțiune
Enkefalinele sunt peptide produse de organism care acționează asupra receptorilor opioizi, cu precădere asupra subtipului δ. Activarea receptorilor de tipul δ inhibă enzima adenilat-ciclază, ceea ce duce la scăderea nivelelor intracelulare de ciclic-AMP (cAMP).
Racecadotrilul se metabolizează la metabolitul activ, denumit tiorfan, iar acesta inhibă enkefalinazele, enzime localizate la nivelul epiteliului intestinal, protejând enkefalinele de degradare enzimatică. Acest proces are ca efect reducerea diareei și a hipersecreției asociate la nivelul intestinului subțire, fără să influențeze secreția bazală.